# Exocentrus lachrymosus
Exocentrus lachrymosus är en skalbaggsart som beskrevs av Francis Polkinghorne Pascoe 1864. Exocentrus lachrymosus ingår i släktet Exocentrus och familjen långhorningar. Inga underarter finns listade i Catalogue of Life.